# La guineu i la cigonya
La guineu i la cigonya és una faula d'Isop de gran èxit popular, segons proven la representació en gravats (com al Jardí de Versalles), pintures (com la de Pieter Brueghel el Vell) i les diferents versions del relat, com la de Jean de La Fontaine o una adaptació africana amb el déu Anansi.

## Argument
Una guineu va convidar la cigonya a dinar a casa seva i li va oferir sopa, de manera que mentre la guineu se la prenia, la cigonya patia perquè no podia arribar al líquid amb el seu llarg bec. Humiliada, va convidar un altre dia la guineu a casa seva i li va oferir llet en un alt vas, de manera que la guineu no va poder beure-la

## Anàlisi
La faula té un doble missatge. Per una banda, cada persona té les seves qualitats i pot arribar a unes determinades fites (simbolitzades pel menjar o els envasos). D'altra, és una exemplificació de la Regla d'Or ètica, segona la qual hom no pot fer als altres el que no voldria que els altres li fessin. La guineu assumeix el paper d'enganyadora habitual de les faules, i com a molts relats, acaba sent castigada per les seves males arts.